# تحرک جغرافیایی
تحرک جغرافیایی (به انگلیسی:Geographic mobility) معیاری است که نشان می‌دهد چگونه جمعیت‌ها و کالاها در طول زمان حرکت می‌کنند. تحرک جغرافیایی، تحرک جمعیت یا به عبارت ساده‌تر تحرک همچنین آماری است که مهاجرت را در یک جمعیت اندازه‌گیری می‌کند. معمولاً در جمعیت‌شناسی و جغرافیای انسانی استفاده می‌شود، همچنین ممکن است برای توصیف حرکت حیوانات بین جمعیت‌ها نیز استفاده شود. این حرکت‌ها می‌توانند به اندازه مهاجرت‌های بین‌المللی در مقیاس بزرگ یا به کوچکی ترتیبات رفت‌وآمدی منطقه‌ای باشند. تحرک جغرافیایی تأثیر زیادی بر بسیاری از عوامل جامعه‌شناختی در یک جامعه را دارد و موضوع فعلی تحقیقات دانشگاهی است. تحرک جغرافیایی بین مناطق مختلف بسته به سیاست‌های رسمی و هنجارهای اجتماعی تثبیت شده متفاوت است و در جوامع مختلف اثرات و واکنش‌های متفاوتی دارد. تحرک جمعیت پیامدهایی از تغییرات اداری در دولت و تأثیرات بر رشد اقتصادی محلی گرفته تا بازارهای مسکن و تقاضا برای خدمات منطقه ای دارد.

## اندازه‌گیری
داده‌های تحرک جغرافیایی ملی از سرشماری و سوابق دولتی عمومی در ایالات متحده، اتحادیه اروپا، چین و بسیاری از کشورهای دیگر در دسترس است. داده‌های تحرک بین‌المللی از آمار گردشگری و اطلاعات شرکت‌های حمل و نقل در دسترس است. بر اساس این منابع، مجموعه داده‌های تحرک فراملی جهانی (Global Transnational Mobility Dataset) تخمین‌هایی از تعداد افرادی که از کشوری به کشور دیگر جابجا می‌شوند را ارائه می‌کند.